# Polyortha tersa
Polyortha tersa es una especie de polilla de la familia Tortricidae. Se encuentra en Guatemala.